# Méryl Marchetti
Méryl Marchetti es un poeta francés que nace el 13 de agosto de 1982.

## Historia
Desde el año 1999 Méryl Marchetti critica la recopilación de poemas y crea otras formas de libro para la poesía.
Méryl Marchetti es también conocido para su práctica en la improvisación poética oral con músicos de free-jazz (Jacques Thollot, Bernard Lubat, Claude Parle, Michel Portal...).

## Obras

### Poesía
- De quoi se mordre, Soleils et Cendre, 2002
- Conférence des Auges, Encres Vives, 2002
- Clou et Profondeur, Encres Vives, 2005
- Pierre nerveuse et souple encore que fragile, Encres Vives, 2007
- S'enseigner pille, Soleils et Cendre, 2007
- Scorpion Bay, Encres Vives, 2008